# Europejski Kongres Żydowski
Europejski Kongres Żydowski (ang. European Jewish Congress; EJC) – jedyny oficjalny organ przedstawicielski europejskich Żydów założony w 1986 roku. Związany jest ze Światowym Kongresem Żydowskim. Ma siedziby w Paryżu, Brukseli, Strasburgu, Berlinie i Budapeszcie. Współpracuje z krajowymi rządami, instytucjami Unii Europejskiej i Radą Europy. Europejski Kongres Żydów jest jedną z najbardziej wpływowych międzynarodowych organizacji społecznych i największą świecką organizacją reprezentującą ponad 2,5 mln Żydów w całej Europie, którzy są członkami 42 krajowych organizacji żydowskich na tym kontynencie. Z Polski należą do niego Towarzystwo Społeczno-Kulturalne Żydów w Polsce i Związek Gmin Wyznaniowych Żydowskich w Rzeczypospolitej Polskiej. Od 2007 r. do 2022 r. przewodniczącym organizacji był Wiaczesław Mosze Kantor. Od 2022 kongresowi przewodzi Ariel Muzicant. 

## Cele i działalność
Europejski Kongres Żydowski przedstawił swój program działalności oparty na kilku celach:

- zwalczanie odradzania się zjawiska antysemityzmu poprzez edukację, sprawiedliwość i bezpieczeństwo we współpracy z rządami i instytucjami europejskimi.
- promowanie zrównoważonej polityki europejskiej wobec Izraela i Bliskiego wschodu oraz pomoc w budowaniu zdrowego dialogu między Europejczykami i Izraelczykami.
- wspieranie dialogu i porozumienia między różnymi religiami.
- zapewnienie pamięci i edukacji o Holokauście.
- przyczynianie się do budowy demokratycznego społeczeństwa europejskiego opartego na pokoju, zrozumieniu i tolerancji.
- pomoc w rewitalizacji bogatego niegdyś życia żydowskiego w Europie Środkowej i Wschodniej.
- przeciwdziałanie asymilacji europejskiej populacji żydowskiej.